# Киселево (Калязинский район)
Киселево — деревня в Калязинском районе Тверской области. Входит в состав Старобисловского сельского поселения.

## География
Находится в юго-восточной части Тверской области на расстоянии приблизительно 15 км на юго-восток по прямой от районного центра города Калязин.

## История
В 1859 году здесь (тогда деревня Калязинского уезда Тверской губернии) было учтено 22 двора, в 1978 — 43.

## Население
Численность населения: 178 человек (1859 год), 43 (русские 100 %) в 2002 году, 31 в 2010.